# Gonocorismo
En biología, se denomina gonocorismo (del griego: Γονοκορχισμός [gonokorchismós] ‘gon- γονή gr. 'órganos sexuales' + -o- gr. + khōr- χωρή gr. 'región', gr. cient. 'dispersión' + -ismos gr. 'proceso', 'estado'’) o unisexualismo a la condición de un individuo de tener solo uno de al menos dos posibles sexos. El término es más utilizado en zoología, ya que la mayoría de las especies animales son gonocorosas. En las angiospermas, las flores individuales pueden ser hermafroditas (teniendo estambres y ovarios) o gonocorosas (teniendo solo estambres o solo ovarios). Entre las especies de angiospermas que tienen flores gonocorosas algunas también producen flores hermafroditas. Los tres tipos se presentan en disposiciones diferentes en plantas separadas, pudiendo ser especies monoicas, dioicas, trioicas, poligamomonoicas, poligamodioicas, andromonoicas o ginomonoicas.[cita requerida] El término fue acuñado por Ernst Haeckel en 1866.